# Neuenhagen bei Berlin
Neuenhagen bei Berlin (littéralement « Neuenhagen-lès-Berlin ») est une commune allemande de l'arrondissement de Märkisch-Pays de l'Oder, située dans le Land de Brandebourg. Sa population s'élevait à environ 18 650 habitants en 2019.

## Géographie
La commune s'étend sur 19,58 km2 et est située à 19 km à l'est du centre de Berlin, à l'intérieur du périphérique berlinois, le Berliner Ring.
Elle est structurée autour de deux pôles, Neuenhagen à l'ouest et au nord et Bollensdorf au sud-est, et de trois communautés villageoises, Elisenhof, Marienheide et Wiesengrund.

## Histoire
La plus ancienne mention écrite de Neuenhagen date de 1230.

## Politique et administration
La commune est dirigée par un conseil municipal de vingt-sept membres élus pour cinq ans. 
| Période                                  | Période  | Identité        | Étiquette | Qualité |
| ---------------------------------------- | -------- | --------------- | --------- | ------- |
| 1990                                     | 2002     | Klaus Ahrens    | CDU       |         |
| 2002                                     | 2018     | Jürgen Henze    |           |         |
| 2018                                     | En cours | Ansgar Scharnke |           |         |
| Les données manquantes sont à compléter. |          |                 |           |         |

## Transports
La commune possède une gare ferroviaire qui est desservie par les trains de la ligne 5 du S-Bahn.

## Personnalités
- Hanna Solf (1887-1954), résistante contre le nazisme et née à Neuenhagen où une rue porte son nom
- Wolfgang Rademann (1934-2016), journaliste et producteur de télévision allemand, né à Neuenhagen.

## Lien externe

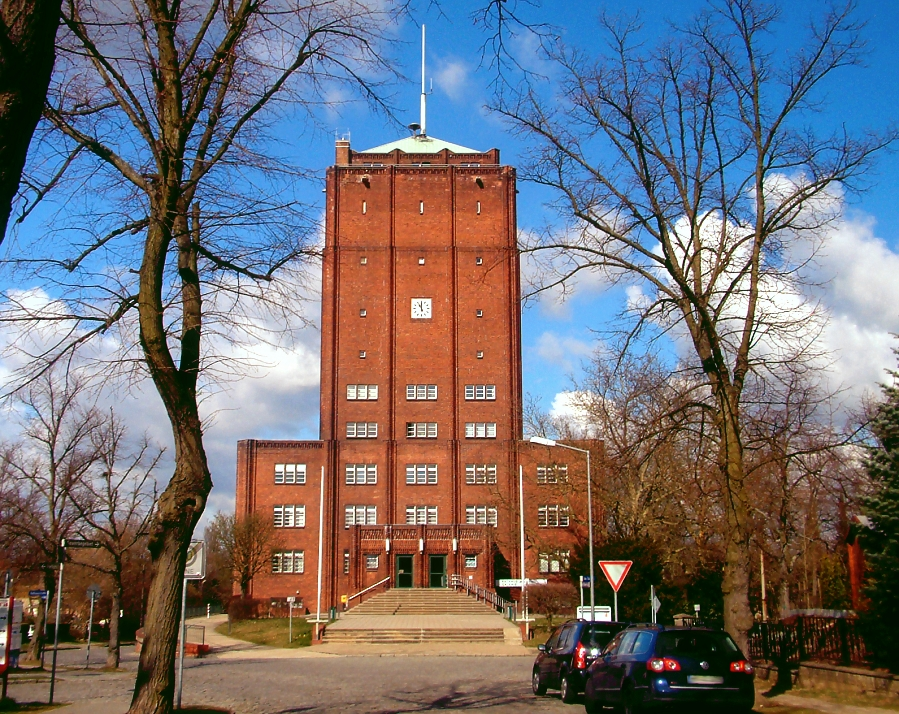
Mairie de Neuenhagen, symbole du blason de la ville.